# Albrechtický dub
Albrechtický dub (také zvaný Albrechtický dědoušek) je označení zaniklého památkově chráněného dubu zimního u bývalé obce Albrechtice v okrese Most. Zatímco obec Albrechtice byla zbořena v letech 1981–1983 kvůli těžbě hnědého uhlí, dub stál již mimo těžební oblast a byl zachráněn. Strom rostl u vchodu do tehdejšího arboreta vybudovaného pod zámkem Jezeří.

## Základní údaje
- název: Albrechtický dub[2], Albrechtický dědoušek, Hraničný dub[3]
- výška: 26 m[1], 14 m[2]
- obvod: 1000 cm (1889)[1], 1160 cm (před r. 1896, v 1 m)[3], 1230 cm (leden 1911, v 1,3 m)[1], 1200 cm[2], 990 cm (cca 1980)[2], případně 1159 – 1560 cm[4]
- průměr koruny: 18 m (1910)[1]
- věk: 800-1000 let (1913)[1], 900 let (1913)[1], 1000 let (1896)[3], 800 let (2007)[2]

Ve dnech 5. a 6. srpna 1993 byl strom opakovaně podpálen (celkem 3×) a následně uhynul. Dne 17. srpna byl pokácen. Oficiálně byl zánik stromu zdůvodněn zásahem blesku, ale vzhledem k opakovanému zapálení je jako skutečný důvod uváděno cílené odstranění ze strany těžební společnosti, pro niž byl chráněný strom překážkou v těžbě. Dnes již po něm nezůstaly na místě žádné pozůstatky, protože prostor byl po pokácení stromu zahrnut zeminou.

## Stav stromu a údržba
V roce 1913 uváděl J. E. Chadt-Ševětínský (s odkazem na časopis Háj r. 1889 a 1892), že je dub zcela zdravý. Roku 1895 se ze stromu vylomila velká větev, čímž se otevřel kmen a urychlil konec stromu. V druhé polovině 20. století byl otvor zakryt stříškou.

## Další zajímavosti
Ševětínský (s odkazem na časopis Háj 1883 a 1885) uvádí, že jde o strom mezní, který nesmí býti nikdy poražen. Albechtický dub patřil podle záznamu z roku 1884 patřil mezi 5 posledních hraničních stromů uváděných v zemských deskách. K roku 1911 byl nejmohutnějším dubem v Čechách a celé střední Evropě a před zánikem i nejstarším stromem okresu Most.

## Památné a významné stromy v okolí
- Borovice Schwerinova v Mostě
- Dub pod Resslem
- Jírovec v Šumné u Litvínova
- Lipová alej v Mostě – chráněná alej u Oblastního muzea v Mostě
- Lípa v Lužici (okres Most)
- Lípy v Horní Vsi u Litvínova
- Lípy v Janově u Litvínova
- Lípa v Šumné u Litvínova
- Lípa v Meziboří (Potoční ulice)
- Lípa v Meziboří (Okružní ulice)
- Žeberská lípa – nejstarší strom v okrese Chomutov